# Moira Johnston
Moira Johnston (n. 4 aprilie 1983, Havertown⁠(d), Haverford Township⁠(d), Pennsylvania, SUA) este o activistă pentru drepturile femeii, în special pentru topfreedom. Aceasta a ajuns cunoscută mergând topless pe străzile orașelor New York și Philadelphia, fiind de părere că femeile ar trebui să aibă voie să apară topless în public acolo unde au voie și bărbații. Ideea protestelor este de a încuraja femeile să apară topless în public dacă vor, fără să le fie jenă. Chiar Johnston și-a început activitatea de activistă după ce, în cadrul unui curs de yoga, fiindu-i cald, aceasta s-a hotărât să rămână topless, ceea ce a supărat pe o parte dintre practicanți, în timp ce alții au susținut-o.